# Ingrandes (Maine y Loira)
Ingrandes era una comuna francesa situada en el departamento de Maine y Loira, de la región de Países del Loira, que el 1 de enero de 2016 fue suprimida al fusionarse con la comuna de Le Fresne-sur-Loire, formando la comuna nueva de Ingrandes-Le Fresne-sur-Loire.

## Demografía
| Gráfica de evolución demográfica de Ingrandes (Maine y Loira) entre 1800 y 2013 |
|                                                                                 |

Los datos demográficos contemplados en este gráfico de la comuna de Ingrandes se han cogido de 1800 a 1999 de la página francesa EHESS/Cassini, y los demás datos de la página del INSEE.